# Богдановка (Брестская область)
Богдановка (бел. Багданаўка) — агрогородок в Лунинецком районе Брестской области Беларуси. Единственный населённый пункт Богдановского сельсовета. Население 1216 человека (2019).

## География
Богдановка находится в 27 к северо-западу от города Лунинец близ границы с Пинским районом. Вокруг густой лес.

### Гидрография
Местность принадлежит к бассейну Днепра, вокруг села имеется сеть мелиоративных каналов со стоком в реку Бобрик и водохранилище Погост.

## Геральдика
Герб учреждён Указом Президента Республики Беларусь от 2 декабря 2008 года № 659 и зарегистрирован в Государственном геральдическом регистре Республики Беларусь 23 января 2009 года № Б-143.

## История
Поселение впервые упомянуто в 1800 году. В селе существовала деревянная православная церковь в честь иконы Казанской Божией Матери. Согласно Рижскому мирному договору (1921) деревня вошла в состав межвоенной Польши. С 1939 года — в БССР.
Перед Великой Отечественной войной в селе проживало 1637 человек, насчитывалось 509 домов. В апреле 1944 года гитлеровцы сожгли 395 домов и убили 34 жителя. 83 человека из Богдановки погибли на фронтах и в партизанах. В 1973 году в их память установлен обелиск.

В 1962—1963 годах был разрушен храм Казанской Богоматери. В 1992—1994 годах в селе построено новое здание церкви, которое было освящено в честь святых мучениц Веры, Надежды, Любови и матери их Софии.

## Инфраструктура
Лесничество

## Экономика
Собирание ягод, грибов и др. Изготовление веников.

## Культура
- Дом культуры
- Музей

## Достопримечательности
- Церковь в честь святых мучениц Веры, Надежды, Любови и матери их Софии.

### Памятник, скульптура
- Памятник В. И. Ленину.
- Памятник жертвам Холокоста.